# Dennis C. Turner
Dennis C. Turner (* 1948 in Pennsylvania) ist ein schweizerisch-amerikanischer Biologe. Er erforscht insbesondere die Beziehung des Menschen zur Hauskatze.
Turner studierte Biologie an der San Diego State University und der Johns Hopkins University. Als Doktorand studierte er das Jagdverhalten von Vampirfledermäusen vor Ort in Costa Rica. 1975 erschien seine Dissertation: The Vampire Bat. A Field Study in Behaviour and Ecology. Die Arbeit hatte er in der Schweiz geschrieben, wo er nun an der Universität Zürich eine Anstellung fand – zuerst in der Wildforschung, später als Leiter der Gruppe Heimtierethologie.
Turner begann sich für das Verhalten von Katzen zu interessieren und machte sich mit dem Werk Paul Leyhausens vertraut. Auch wurde er zu einem Experten auf dem Gebiet der tiergestützten Therapie. Turner veröffentlichte populärwissenschaftliche Bücher über Katzen. Er gründete 1991 ein Institut für angewandte Ethologie und Tierpsychologie, das u. a. tierpsychologische Beratung anbietet. 2000 verlieh die Universitätsleitung Zürich Turner die Venia Legendi (Dr. habil.) auf dem Gebiet der Verhaltenskunde der Kleintiere. Turner war auch von 2001 bis 2014 ständiger Gastprofessor für Tiergestützte Therapie und Anthrozoologie in Japan an der Azabu-Universität.

## Werke
- The Vampire Bat. A Field Study in Behaviour and Ecology (1975)
- Die domestizierte Katze (The Domestic Cat, 1988, mit Patrick Bateson u. a.)
- Das sind Katzen (1989)
- Die Mensch-Katze-Beziehung  G. Fischer, Jena / Stuttgart 1995, ISBN 3-334-60528-0.
- Katzen lieben und verstehen, Ein humorvoller Wegweiser für Katzenfreunde, 2. Auflage, Kosmos, Stuttgart 2006, ISBN 978-3-440-10468-2.
- Turners Katzenbuch, Wie Katzen sind, was Katzen wollen, 2. Auflage, Kosmos, Stuttgart 2010, ISBN 978-3-440-12136-8.
- "Attachment to Pets. An integrative view of human-animal relationships with implications for therapeutic practice", Julius, H., Beetz, A. Kotrschal, K., Turner, D. and Uvnäs-Moberg-K. 2013. Hogrefe.